# Bryon Baltimore
Bryon Donald Baltimore (* 26. August 1952 in Whitehorse, Yukon) ist ein ehemaliger kanadischer Eishockeyspieler und -trainer, der im Verlauf seiner aktiven Karriere zwischen 1970 und 1981 unter anderem 350 Spiele für die Chicago Cougars, Denver Spurs bzw. Ottawa Civics, Indianapolis Racers und Cincinnati Stingers in der World Hockey Association (WHA) sowie zwei weitere für die Edmonton Oilers in der National Hockey League (NHL) auf der Position des Verteidigers bestritten hat.

## Karriere
Baltimore verbrachte seine Juniorenkarriere zwischen 1970 und 1972 an der University of Alberta, wo er parallel zu seinem Studium für die Golden Bears, das Eishockey-Universitätsteam, in der Canadian Interuniversity Athletics Union (CIAU) spielte. Zum Ende seiner Juniorenkarriere blieb der Verteidiger ungedraftet.
Dennoch fand der Kanadier für die Saison 1972/73 in den Springfield Kings aus der American Hockey League (AHL) einen Arbeitgeber im Profibereich. Baltimore lief zwei Spielzeiten für die Kings, die das Farmteam der Los Angeles Kings aus der National Hockey League (NHL) waren, auf und gehörte im Verlauf der Stanley-Cup-Playoffs 1974 zum erweiterten Kader LAs. Er blieb jedoch ohne Einsatz. Im Juli 1974 erhielt der Kanadier, dessen Vertrag bei den Kings ausgelaufen war, ein Angebot der Chicago Cougars, die in der zu dieser Zeit mit der NHL in Konkurrenz stehenden World Hockey Association (WHA) beheimatet waren. Der Free Agent spielte in der Folge ein Jahr für die Cougars. Zur Saison 1975/76 verloren sie die Rechte über den Expansion Draft jedoch an den Ligakonkurrenten Denver Spurs. Mit dem Franchise zog Baltimore im Saisonverlauf aufgrund der finanziell prekären Lage in die kanadische Hauptstadt Ottawa um, wo die nun unter dem Namen Ottawa Civics firmierende Organisation wenige Tage später den Spielbetrieb einstellte. Der Abwehrspieler wurde daraufhin als einer von vier Spielern im Januar 1976 innerhalb der Liga zu den Indianapolis Racers transferiert.
Für die Indianapolis Racers lief der Defensivspieler zunächst bis zum Januar 1978 in der WHA auf und absolvierte in diesem Zeitraum über 100 Spiele für das Team, ehe er gemeinsam mit Hugh Harris und im Tausch für Blaine Stoughton und Gilles Marotte zu den Cincinnati Stingers abgegeben wurde. Dort beendete er die Spielzeit 1977/78. In der Spielzeit 1978/79 war Baltimore wieder kurzzeitig für Indianapolis aktiv, ehe er erneut bei den Stingers im Kader stand. Mit der Auflösung der WHA wurde der Verteidiger über den WHA Dispersal Draft im Juni 1979 von den Edmonton Oilers verpflichtet, die als eines von sechs Franchises in die NHL aufgenommen wurden. In der Saison 1979/80 absolvierte er zwei Spiele für die Oilers, womit er neben Peter Sturgeon der im selben Jahr für die Colorado Rockies in der Liga auflief, der erste Spieler aus dem Yukon-Territorium war, der in der NHL auflief. Den Großteil des Spieljahres verbrachte Baltimore jedoch beim Farmteam Houston Apollos in der Central Hockey League (CHL). Nach der folgenden Saison, die er beim Ligakonkurrenten Wichita Wind verbrachte, beendete der 29-Jährige seine Karriere als Aktiver.
In der Saison 1983/84 betreute Baltimore die Montana Magic aus der CHL als Cheftrainer.

## Karrierestatistik
(Legende zur Spielerstatistik: Sp oder GP = absolvierte Spiele; T oder G = erzielte Tore; V oder A = erzielte Assists; Pkt oder Pts = erzielte Scorerpunkte; SM oder PIM = erhaltene Strafminuten; +/− = Plus/Minus-Bilanz; PP = erzielte Überzahltore; SH = erzielte Unterzahltore; GW = erzielte Siegtore; 1 Play-downs/Relegation; Kursiv: Statistik nicht vollständig)